# GRC Rallycross Europe
GRC Rallycross Europe (früher bekannt als Red Bull Global Rallycross oder Global Rallycross) ist eine Gruppe von Rallycross-Serien, die derzeit von Rennfahrer Max Pucher und Geschäftsmann Chip Pankow organisiert wird. Die erste Serie wurde 2011 in Nordamerika gefahren und lief sieben Saisons lang bis 2018, wo die Serie durch die Americas Rallycross Championship ersetzt wurde.
Ende 2018 revitalisierte Max Pucher die Marke und gründete die Serie GRC Rallycross Europe, beginnend 2019, mit einem geplanten internationalen Start ab 2020.

## Geschichte
Nach der Aufnahme von Rallycross in die Los Angeles X Games 2010 fanden Ende 2010 im New Jersey Motorsports Park drei Demonstrationsveranstaltungen statt. Anschließend organisierte das Global-Rallycross-Management 2011 ihre erste Meisterschaftssaison mit fünf Veranstaltungen. Tanner Foust gewann 2011 den ersten Meisterschaftstitel. Im Jahr 2012 errang er den Titel erneut.
Zusätzlich zur Promotion der Serie verwaltete das Global-Rallycross-Management Einladungen und Wettbewerbe für X-Games-Rallycross-Wettbewerbe.
Im Jahr 2013 veranstaltete die Serie zum ersten Mal Rennen außerhalb der Vereinigten Staaten. Später in der Saison führte sie die Lites Division ein, eine Entwicklungsreihe. Joni Wiman debütierte auf dem New Hampshire Motor Speedway und war der erste Champion, nachdem er alle sechs Rennen gewonnen hatte.
Am 28. Oktober 2016 kündigte die Serie die Gründung einer elektrischen Rennabteilung an.
Im Jahr 2018 stellte Global Rallycross in seiner ursprünglichen Form den Betrieb ein, um später im selben Jahr wiederbelebt zu werden und nach Europa zu übersiedeln, mit dem Plan, die Meisterschaft 2020 wieder nach Nordamerika einzuführen. Im Februar 2019 benannte sich die Serie in GRC Rallycross Europe um und entfernte „Global“ aus ihrem Namen, um Konflikte mit von der FIA sanktionierten Wettbewerben zu vermeiden.

## Format (vor 2019)

### Qualifying
Das Qualifying wurde über einen Zeitraum von einer Stunde durchgeführt. Das Feld wurde in kleine Gruppen aufgeteilt, die in 10-minütigen Sessions auf die Strecke gingen. Die Aufstellung für die Rennen wurde durch die Zeit der Qualifikationsrunden der Fahrer bestimmt.

### Läufe
Ein Rennwochenende bestand aus ein oder zwei Runden, die für Meisterschaftspunkte zählen, sowie einem Halbfinale. Die Vorläufe bestanden immer aus drei Sessions mit je vier oder fünf Fahrzeugen, während das Halbfinale aus zwei Sessions mit je sechs oder mehr Fahrzeugen bestand. Bei einer Veranstaltung mit nur einer Runde Läufe, wie z. B. einem Doppelrennen, wurden im Halbfinale Punkte vergeben, aber nicht umgekehrt.
Die drei besten Plätze im Halbfinale wechselten ins Hauptfeld und die Teams hatten dadurch Zeit, an ihren Autos zu arbeiten, während andere weiter Teams noch weiter fuhren. Alle Fahrer, die es über das Halbfinale nicht ins Finale schaffen, treten gegeneinander an, um einen der letzten vier verbleibenden Qualifikationsplätze zu ergattern, an. Zehn Autos treten dann im Finale an.

### Start
Die Rennen begannen mit einem stehenden Start, bei dem die Fahrer 30- und 10-Sekunden-Intervalle vor dem Grün erhalten. Während dieser Zeit müssen sie Startsysteme, einschließlich eines Antilag-Systems, aktivieren. Der schnellste Fahrer der vorangegangenen Session erhielt die Innenspur in die erste Kurve.

### Joker Lap
Jede Strecke war mit zwei Routen ausgestattet: der Hauptroute und der Joker Lap Route, die jeder Fahrer einmal pro Rennen fahren muss. Die GRC Joker Lap verkürzte in der Regel die Länge der Strecke erheblich (während in der FIA World Rallycross Championship der JL-Umweg länger ist als die Hauptroute, um die Autos für mindestens zwei Sekunden zu verlangsamen), so dass bei einer Fahrt die Joker-Runde ihre Rennstrategie beeinflussen kann. Je nach Veranstaltungsort kann die Joker Lap zusätzliche Hindernisse aufweisen, die die Fahrzeuge erheblich verlangsamen und so die Hauptstrecke schneller machen. In der Zwischensaison 2015 nahm GRC eine Änderung an der Joker-Lap vor, bei der die Fahrer in der ersten Runde nicht die Joker-Lap fahren durften.

### Penalty Box
Die Penalty Box war eine Änderung für die Saison 2013 und wurde entwickelt, um Verstöße auf der Strecke zu verhindern, ohne dass man die rote Flagge zeigen oder das Rennen neu starten musste. Im Falle eines Frühstarts oder unsportlichen Fahrens musste der betroffene Fahrer in eine 50 Meter lange Spur abseits der Strecke einfahren, wo er warten musste, bis ein Streckenbeamter ihn freigibt. Die Penalty Box wurde erstmals bei der ersten Veranstaltung der X Games Brazil verwendet, als [Nelson Piquet Jr.] zu Beginn von Lauf 2 zu Früh startete.

### Meisterschaftspunkte
Ab 2014 wurden Meisterschaftspunkte nur noch an Fahrer vergeben, die sich verpflichtet hatten, mindestens die Hälfte der Saison zu fahren. Bei diesem Punktesystem wurden Einzelfahrer bei der Punktvergabe übersprungen; wenn beispielsweise der Rennsieger nicht punkteberechtigt war, erhielt der Zweitplatzierte den ersten Platz. Die Punkte wurden am Ende der Veranstaltung wie folgt an berechtigte Finisher vergeben:
| Position | 1. | 2. | 3. | 4. | 5. | 6. | 7. | 8. | 9. | 10. | 11. und darunter |
| Punkte   | 50 | 45 | 40 | 35 | 30 | 25 | 20 | 15 | 10 | 5   | 1                |

Darüber hinaus wurden in allen Läufen und Halbfinalrunden Punkte vergeben. Der erste Platz brachte fünf Punkte, der zweite Platz vier Punkte und so weiter bis zum fünften Platz und darunter, die einen Punkt bekamen. Nur Fahrer, die von einem Rennen ausgeschlossen wurden oder nicht in die Startaufstellung kamen, erhielten keine Punkte für ihre Läufe. An Rennwochenenden mit drei Läufen bestimmte die dritte Runde allein die Startplätze im Finale und vergab keine Punkte.
Am Ende der Saison wurde der Fahrer, der die meisten Punkte erzielte, Global Rallycross-Champion. Auch in der Herstellerwertung punkten die beiden besten Autos pro Hersteller.

## Format (ab 2019)
Das neue Format wird erstmals in Europa eingesetzt, die aus 10 eintägigen Renntagen an 5 Rennwochenenden mit gemischter Oberfläche (Asphalt und Schotter) besteht, wobei die 5. Veranstaltung als Serienfinale dient.
Jeder Renntag besteht aus:
- 3 Qualifyings: In jedem der 3 Läufe gibt es je nach Anzahl der Starter mehrere Rennen mit max. 5 Fahrzeugen, die als Gruppen bezeichnet werden. Die Fahrer erhalten je nach Platzierung in dieser Gruppe Punkte (30 Punkte für den 1. Platz, 25 Punkte für den 2. Platz usw.) und Punkte für die Gesamtzeit (Reihung aller Fahrer eines Qualifyings nach schnellster Zeit über 5 Runden). Der Fahrer mit den meisten Punkten aus dieser Kombination ist der Sieger des Qualifyings, der Fahrer mit den zweitmeisten Punkten ist der 2. Im Qualifying usw.

Nach dem 3. Qualifying werden die Punkte addiert und die 12 Fahrer mit den meisten Punkten in der Zwischenwertung steigen in das Semifinale auf.
- 2 Semi-Finalläufe: In beiden Halbfinalläufen starten jeweils 6 Fahrzeuge über 6 Runden. Die Top-3-Fahrer aus jedem Semifinale steigen in das Finale auf.
- Finale: Wie das Semifinale wird auch dieses Rennen mit 6 Autos, aber über 7 Runden ausgetragen. Der Gewinner des Finales gilt als der Gewinner des Events und erhält 25 Meisterschaftspunkte.

Im Gegensatz zu anderen Rallycross-Meisterschaften hat GRC die Joker-Lap abgeschafft um wieder mehr Überholmanöver zu fördern.
Die Joker-Lap wird als Penalty-Lap, z. B. bei einem Fehlstart, genutzt.
Außerdem wurde das Punktesystem modifiziert (Gesamtzeit UND Platzierung in der Gruppe). Diese Kombination soll auch die „langsameren“ Gruppengewinner belohnen und ebenso die Motivation für Überholmanöver erhöhen.

### Punktesystem
Intermediate Points werden in zwei Kategorien eingeteilt, Punkte für Zeit (für die Rennzeit, unabhängig von der Gruppe) und Punkte für Platzierung (für die Position in jeder Gruppe), die wie folgt bewertet werden:
| Zeit     | 30 | 29 | 28 | 27 | 26 | 25 | 24 | 23 | 22 | 21 | 20 | 19 | 18 | 17 | 16 | 15 | 14 | 13 | 12 | 11 |
| Position | 30 | 25 | 20 | 15 | 10 |    |    |    |    |    |    |    |    |    |    |    |    |    |    |    |

Championship points werden wie folgt gezählt:
| Qualifying  |    |    |    |    |    |    |    |    |   |   |   |   | 3 | 2 | 1 |
| Semi-Finale |    |    |    |    |    |    | 12 | 10 | 8 | 6 | 5 | 4 |   |   |   |
| Finale      | 25 | 22 | 20 | 18 | 16 | 14 |    |    |   |   |   |   |   |   |   |

- Rot markiert: Fahrer die nicht in das Semifinale/Finale aufgestiegen sind

## Fahrzeugklassen
Ab 2019 werden zwei Klassen gefahren, die Supercar-Klasse und die neu eingeführte Titan-Klasse, eine Markenwagenklasse, die so schnell wie die Supercar-Klasse sein soll, aber nur einen Bruchteil des Preises.

## Sieger

### Nordamerika (Titan Class)
| Saison | Fahrer | Fahrer | Fahrer      | Team | Team        |
| Saison | Fahrer | Team   | Fahrzeug    | Team | Fahrzeug    |
| ------ | ------ | ------ | ----------- | ---- | ----------- |
| 2020   |        |        | Pantera RX6 |      | Pantera RX6 |

### Nordamerika (Supercar Class)
| Saison | Fahrer            | Fahrer                         | Fahrer            | Hersteller        | Hersteller        | Team              | Team              |
| Saison | Fahrer            | Team                           | Fahrzeug          | Hersteller        | Fahrzeug          | Team              | Fahrzeug          |
| ------ | ----------------- | ------------------------------ | ----------------- | ----------------- | ----------------- | ----------------- | ----------------- |
| 2011   | Tanner Foust      | Olsbergs MSE Ford Racing       | Ford Fiesta       | nicht ausgetragen | nicht ausgetragen | nicht ausgetragen | nicht ausgetragen |
| 2012   | Tanner Foust      | Olsbergs MSE Ford Racing       | Ford Fiesta       | nicht ausgetragen | nicht ausgetragen | nicht ausgetragen | nicht ausgetragen |
| 2013   | Toomas Heikkinen  | Olsbergs MSE Ford Racing       | Ford Fiesta ST    | Ford              | Ford Fiesta ST    | nicht ausgetragen | nicht ausgetragen |
| 2014   | Joni Wiman        | Olsbergs MSE Ford Racing       | Ford Fiesta ST    | Ford              | Ford Fiesta ST    | nicht ausgetragen | nicht ausgetragen |
| 2015   | Scott Speed       | Volkswagen Andretti Rallycross | VW Beetle         | Ford              | Ford Fiesta ST    | nicht ausgetragen | nicht ausgetragen |
| 2016   | Scott Speed       | Volkswagen Andretti Rallycross | VW Beetle         | Volkswagen        | VW Beetle         | nicht ausgetragen | nicht ausgetragen |
| 2017   | Scott Speed       | Volkswagen Andretti Rallycross | VW Beetle         | Volkswagen        | VW Beetle         | nicht ausgetragen | nicht ausgetragen |
| 2018   | nicht ausgetragen | nicht ausgetragen              | nicht ausgetragen | nicht ausgetragen | nicht ausgetragen | nicht ausgetragen | nicht ausgetragen |
| 2019   | nicht ausgetragen | nicht ausgetragen              | nicht ausgetragen | nicht ausgetragen | nicht ausgetragen | nicht ausgetragen | nicht ausgetragen |
| 2020   |                   |                                |                   | nicht ausgetragen | nicht ausgetragen |                   |                   |

### Europe (Titan Class)
| Saison | Fahrer | Fahrer | Fahrer      | Team | Team        |
| Saison | Fahrer | Team   | Fahrzeug    | Team | Fahrzeug    |
| ------ | ------ | ------ | ----------- | ---- | ----------- |
| 2019   |        |        | Pantera RX6 |      | Pantera RX6 |

### Europe (Supercar Class)
| Saison | Fahrer | Fahrer | Fahrer   | Team | Team     |
| Saison | Fahrer | Team   | Fahrzeug | Team | Fahrzeug |
| ------ | ------ | ------ | -------- | ---- | -------- |
| 2019   |        |        |          |      |          |

### International Series (Titan Class)
| Saison | Fahrer | Fahrer | Fahrer      | Team | Team        |
| Saison | Fahrer | Team   | Fahrzeug    | Team | Fahrzeug    |
| ------ | ------ | ------ | ----------- | ---- | ----------- |
| 2020   |        |        | Pantera RX6 |      | Pantera RX6 |

### International Series (Supercar Class)
| Saison | Fahrer | Fahrer | Fahrer   | Team | Team     |
| Saison | Fahrer | Team   | Fahrzeug | Team | Fahrzeug |
| ------ | ------ | ------ | -------- | ---- | -------- |
| 2020   |        |        |          |      |          |